# Nuncjatura Apostolska w Brazylii
Nuncjatura Apostolska w Brazylii (port. Nunciatura Apostólica no Brasil) – misja dyplomatyczna Stolicy Apostolskiej w Federacyjnej Republice Brazylii. Siedziba nuncjusza apostolskiego mieści się w Brasílii.
Nuncjusz apostolski pełni tradycyjnie godność dziekana korpusu dyplomatycznego akredytowanego w Brazylii od momentu przedstawienia listów uwierzytelniających.

## Historia
Internuncjaturę Apostolską w Brazylii, która wtedy nie była jeszcze niepodległym państwem, ustanowił papież Pius VII w 1807. 23 sierpnia 1902 papież Leon XIII podniósł ją do rangi nuncjatury apostolskiej.

## Przedstawiciele papiescy w Brazylii

### Internuncjusze apostolscy
- kard. Pietro Ostini (1829 – 1832) Włoch; w 1831 kreowany in pectore kardynałem
- ks. Scipione Domenico Fabbrini (1832 - 1840 - 1841) Włoch
- ks. Ambrogio Campodonico (1841 - 1845) Włoch
- abp Gaetano Bedini (1845 – 1847) Włoch
- abp Lorenzo Barili (1848 - 1851) Włoch
- abp Gaetano Bedini (1852 - 1856) Włoch
- abp Vincenzo Massoni (1856 - 1857) Włoch
- abp Mariano Falcinelli Antoniacci OSBCas (1858 - 1863) Włoch
- abp Cesare Roncetti (1876 - 1879) Włoch
- abp Angelo Di Pietro (1879 - 1882) Włoch
- abp Mario Mocenni (1882) Włoch
- abp Vincenzo Vannutelli (1882 - 1883) Włoch
- abp Rocco Cocchia OFMCap (1884 - 1887) Włoch
- abp Girolamo Maria Gotti OCD (1892 - 1896) Włoch
- abp Giuseppe Macchi (1897 - 1902) Włoch

### Nuncjusze apostolscy
- abp Giulio Tonti (1902 – 1906) Włoch
- abp Alessandro Bavona (1906 – 1911) Włoch
- abp Giuseppe Aversa (1911 – 1916) Włoch
- abp Angelo Giacinto Scapardini OP (1916 – 1920) Włoch
- abp Enrico Gasparri (1920 – 1925) Włoch
- abp Benedetto Aloisi Masella (1927 – 1946) Włoch
- abp Carlo Chiarlo (1946 – 1954) Włoch
- abp Armando Lombardi (1954 – 1964) Włoch
- abp Sebastiano Baggio (1964 – 1969) Włoch
- abp Umberto Mozzoni (1969 – 1973) Włoch
- abp Carmine Rocco (1973 – 1982) Włoch
- abp Carlo Furno (1982 – 1992) Włoch
- abp Alfio Rapisarda (1992 – 2002) Włoch
- abp Lorenzo Baldisseri (2002 – 2012) Włoch
- abp Giovanni d’Aniello (2012 - 2020) Włoch
- abp Giambattista Diquattro (od 2020) Włoch